# San Miguel del Robledo
San Miguel del Robledo (bis 1982: Arroyomuerto) ist ein westspanischer Ort und eine Gemeinde (municipio) mit 43 Einwohnern (Stand: 2024) in der Provinz Salamanca in der Autonomen Gemeinschaft Kastilien-León. 

## Lage und Klima
San Miguel del Robledo liegt etwa 59 Kilometer südwestlich von Salamanca in einer Höhe von gut 1030 m.
Das Klima ist gemäßigt bis warm; Regen (ca. 696 mm/Jahr) fällt hauptsächlich im Winterhalbjahr.

## Bevölkerungsentwicklung
| Jahr      | 1970 | 1981 | 1991 | 2001 | 2011 | 2021 |
| Einwohner | 200  | 147  | 109  | 97   | 73   | 54   |

Der Bevölkerungsrückgang seit den 1950er Jahren ist im Wesentlichen auf die Mechanisierung der Landwirtschaft, die Aufgabe von bäuerlichen Kleinbetrieben und den damit einhergehenden Verlust an Arbeitsplätzen zurückzuführen.

## Sehenswürdigkeiten
- Michaeliskirche (Iglesia de San Miguel Arcángel)

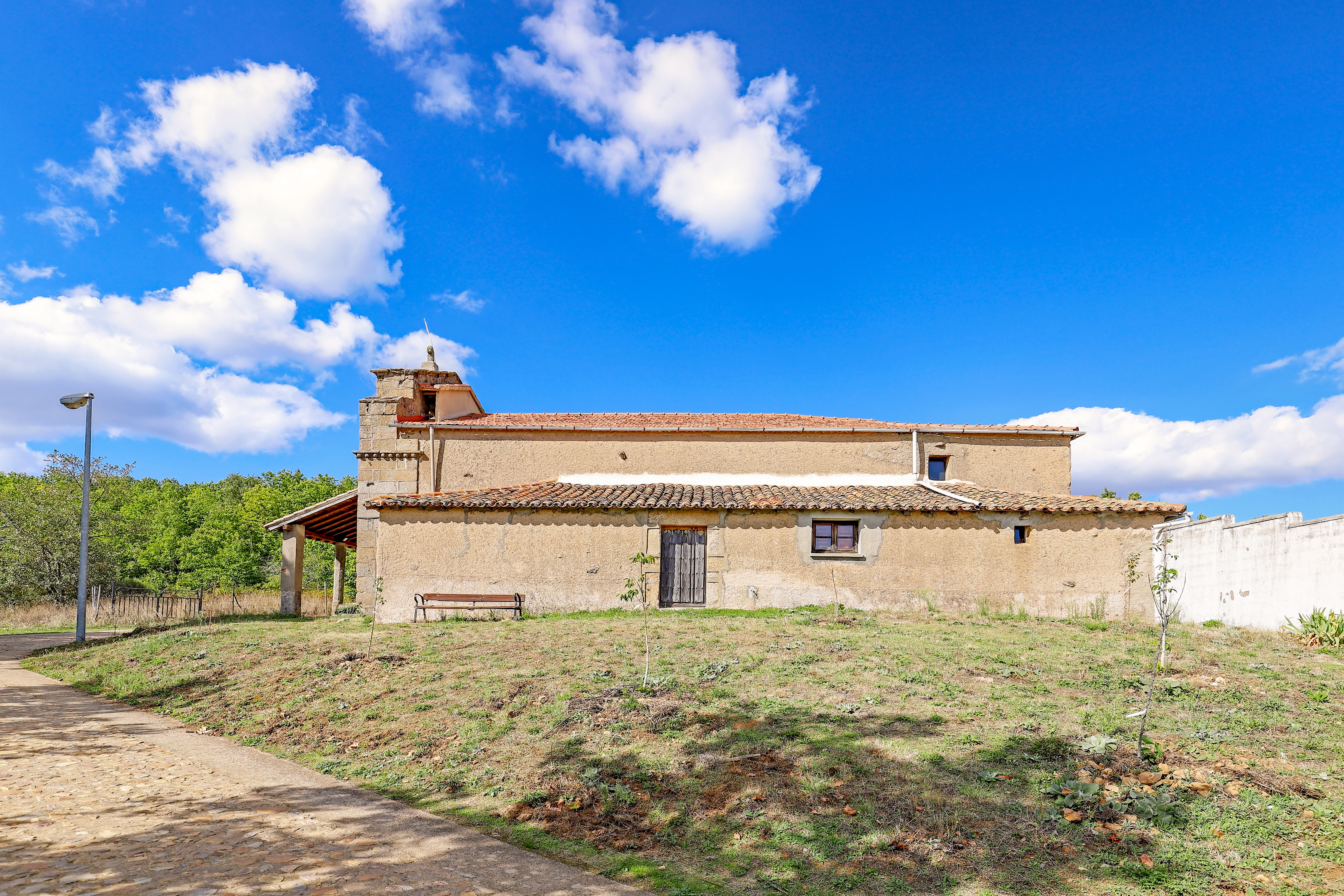
Michaeliskirche
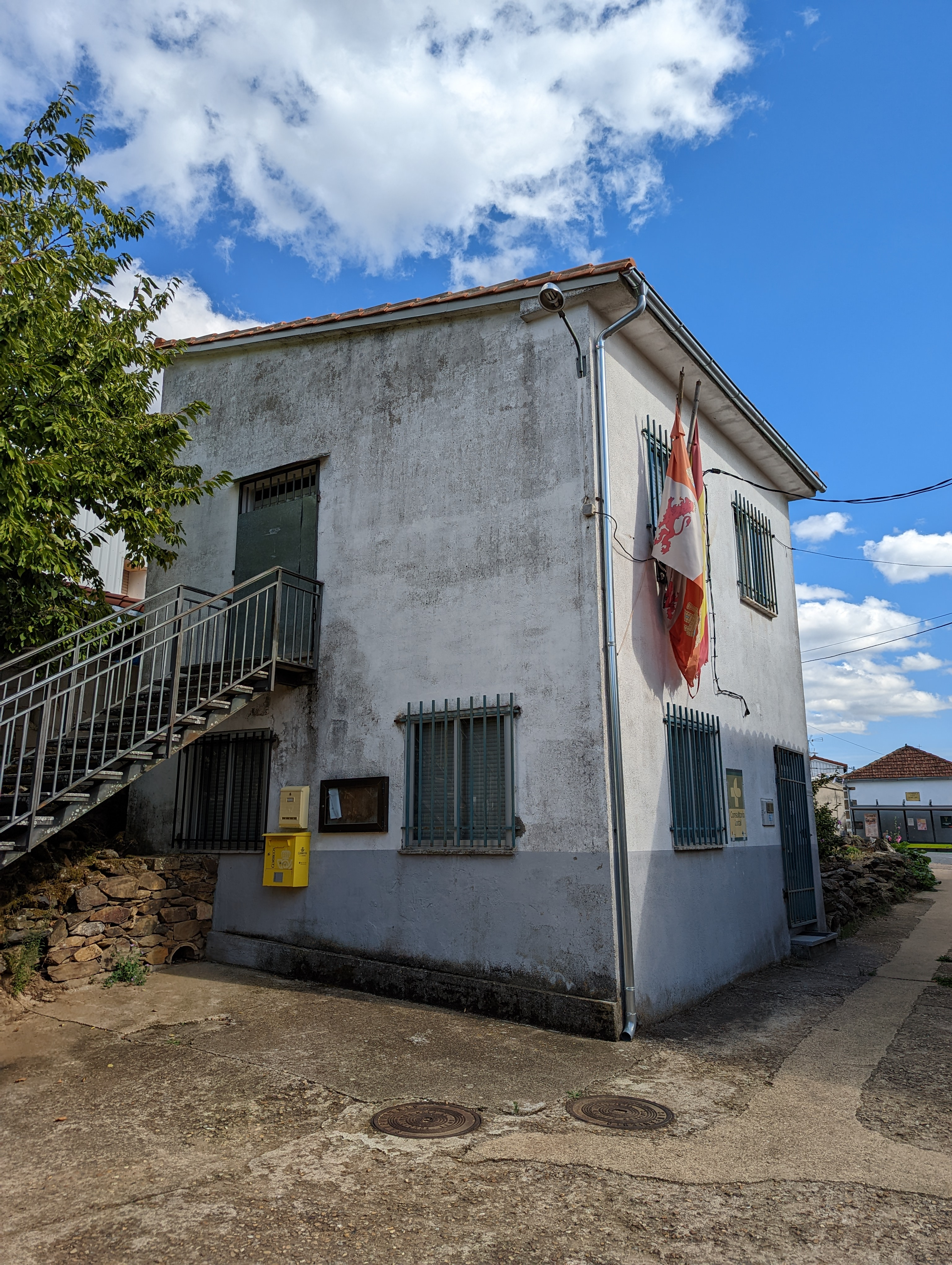
Rathaus